# Björna församling
Björna församling är en församling i Örnsköldsviks södra pastorat i Örnsköldsviks kontrakt i Härnösands stift. Församlingen ligger i Örnsköldsviks kommun i Västernorrlands län (Ångermanland).
Församlingskyrka är Björna kyrka, som ligger strax väster om tätorten Björna, cirka 36 kilometer nordväst om Örnsköldsvik.

## Administrativ historik
Församlingen bildades 11 mars 1795 genom utbrytning ur Själevads församling.
Församlingen var till 1824 vara annexförsamling (kapellförsamling till 4 juni 1806) i pastoratet Själevad och Björne. Från 1824 till 2001 eget pastorat. Församlingen var mellan 2001 och 2022 moderförsamling i pastoratet Själevad, Mo och Björna. Församlingen ingår sedan 1 januari 2022 i Örnsköldsviks södra pastorat.